# Omanana pallidens
Omanana pallidens är en insektsart som beskrevs av Delong 1942. Omanana pallidens ingår i släktet Omanana och familjen dvärgstritar. Inga underarter finns listade i Catalogue of Life.